# Chrást (Svitavská pahorkatina)
Chrást (284 m n. m.) je vrch v Pardubickém kraji. Leží asi 1 km jjv. od obce Jeníkovice, vrcholem na katastrálním území Jeníkovic (okres Pardubice) a východními svahy na území obce Klešice (okres Chrudim).

## Geomorfologické zařazení
Geomorfologicky vrch náleží do celku Svitavská pahorkatina, podcelku Chrudimská tabule a okrsku Heřmanoměstecká tabule.